# Mohieddin Fikini
Mohieddin Fikini (Fezzan, 1925 – 9 luglio 1994) è stato un politico libico, Primo ministro e Ministro per gli affari esteri della Libia dal 19 marzo 1963 al 22 gennaio 1964.